# 776-й истребительный авиационный полк
776-й истребительный авиационный полк (776-й иап) — воинская часть Военно-воздушных сил (ВВС) РККА, принимавшая участие в боевых действиях Советско-японской войны.

## Наименования полка
За весь период своего существования полк несколько раз менял своё наименование:
- 776-й ночной бомбардировочный авиационный полк;
- 776-й смешанный авиационный полк;
- 776-й истребительный авиационный полк;
- Войсковая часть (Полевая почта) 74416.

## История полка
776-й истребительный авиационный полк начал формироваться 4 февраля 1942 года в ВВС 1-й Краснознамённой армии Дальневосточного фронта как 776-й ночной бомбардировочный авиационный полк. В августе 1942 года полк переформирован в смешанный авиационный полк, а в апреле 1943 года переформирован в 776-й истребительный авиационный полк по штату 015/284 на самолётах И-15бис со включением в состав 251-й штурмовой авиационной дивизии 9-й воздушной армии Дальневосточного фронта. В марте 1944 года полк стал перевооружаться на истребители-бипланы И-153, а в августе 1944 года перевооружён с И-153 на самолёты И-16.
В ноябре 1944 года полк передан в состав 32-й истребительной авиационной дивизии 9-й воздушной армии Дальневосточного фронта и начал перевооружение на истребители Як-9. К началу войны с Японией полк имел в боевом составе 46 Як-9. С 9 августа по 3 сентября 1945 года полк в составе 32-й истребительной авиационной дивизии 9-й воздушной армии 1-го Дальневосточного фронта принимал участие в Советско-японской войне на самолётах Як-9. В ходе Харбино-Гиринской наступательной операции лётчики полка осуществляли прикрытие наступающих войск, выполнив 177 боевых вылетов и сбив один самолёт-разведчик противника.
За проявленные образцы мужества и героизма Верховным Главнокомандующим 23 августа 1945 года лётчикам полка в составе 32-й иад объявлены благодарности за овладение городами Цзямусы, Мэргэнь, Бэйаньчжэнь, Гирин, Дайрэн, Жэхэ, Мишань, Мукден, Порт-Артур, Харбин, Цицикар, Чанчунь, Яньцзи.
В составе действующей армии полк находился с 9 августа 1945 года по 3 сентября 1945 года.

### Итоги боевой деятельности полка
Всего за годы Советско-японской войны полком:
| Выполнено боевых вылетов | Сбито самолётов в воздухе |
| ------------------------ | ------------------------- |
| 177                      | 1 (разведчик)             |

### После войны
После войны полк входил в состав 32-й истребительной авиационной дивизии 9-й воздушной армии 1-го Дальневосточного фронта, с 30 сентября 1945 года — в Приморском военном округе. В апреле 1947 года 776-й истребительный авиационный полк был расформирован в 32-й истребительной авиационной дивизии 9-й воздушной армии с передачей личного состава и матчасти в 304-й, 535-й и 913-й истребительные авиационные полки.

## Командиры полка
- капитан Запорожцев Николай Захарович, 01.1944 - 03.1944
- майор Новосёлов Александр Фёдорович[1], 07.03.1944 — 31.12.1946

## Самолёты на вооружении
| Период            | Самолёты | Фото                            | Период            | Самолёты | Фото                                        |
| ----------------- | -------- | ------------------------------- | ----------------- | -------- | ------------------------------------------- |
| 02.1942 — 03.1944 | И-15бис  | И-15бис                         | 03.1944 — 08.1944 | И-153    | Poliakarpov I-153 Musee du Bourget P1010993 |
| 08.1944 — 11.1944 | И-16     | Polikarpov I-16-Spain (clipped) | 11.1944 — 1947    | Як-9     | Як-9                                        |